# Signiphora xanthographa
Signiphora xanthographa är en stekelart som beskrevs av Blanchard 1936. Signiphora xanthographa ingår i släktet Signiphora och familjen långklubbsteklar. Inga underarter finns listade i Catalogue of Life.